# Гнучев, Николай Васильевич
Никола́й Васи́льевич Гну́чев (14 июня 1934, Москва, РСФСР, СССР — 4 июня 2025) — советский и российский биолог, специалист в области физико-химической биологии, механизма действия цитолитических лимфоцитов, член-корреспондент РАН (1997).

## Биография[1]
Родился 14 июня 1934 года в Москве.
В 1957 году — окончил химический факультет МГУ.
После окончания ВУЗа работал в Институте элементоорганических соединений АН СССР в лаборатории члена-корреспондента АН СССР Р. Х. Фрейдлиной, затем в Институте молекулярной биологии АН СССР (в лаборатории академика А. Е. Браунштейна, в лаборатории члена-корреспондента РАН Р. М. Хомутова).
В 1967 году — защитил кандидатскую диссертацию, тема: «Ингибирование пиридоксалевых ферментов аналогами аминокислотных субстратов».
В 1990 году совместно с академиком Г. П. Георгиевым стал организатором Института биологии гена АН СССР, где работал заместителем директора по науке.
В 1994 году — защитил докторскую диссертацию «Исследование механизма действия цитолитических лимфоцитов: идентификация цитотоксических белков, характеристика процессов в клетках-мишенях, индуцированных действием лимфоцитов». В 1996 году присвоено учёное звание профессора.
30 мая 1997 года — избран членом-корреспондентом РАН по Отделению физико-химической биологии.
Николай Васильевич Гнучев умер 4 июня 2025 года.

## Научная и общественная деятельность[1]
Основные работы по механизму действия цитолитических лимфоцитов в ходе клеточного иммунного ответа организма.
Известный специалист в области физико-химической биологии, внёсший значительный вклад в её развитие. Основные научные интересы Н. В. Гнучева посвящены важной проблеме иммунологии: механизму действия одного из центральных элементов клеточного иммунного ответа — цитолитических лимфоцитов.
Автор и соавтор более 110 научных работ, а также патентов и авторских свидетельств.
Под его руководством защищены 12 кандидатских диссертаций, он научный консультант 4-х защищённых докторских диссертаций.
Участие в научных организациях
- директор Российского филиала Международного центра генной инженерии и биотехнологии (МЦГИБ) и заместителем председателя Координационного Межведомственного совета по научно-техническому сотрудничеству РФ с МЦГИБ
- член Экспертной комиссии РАН по присуждению медали с премией для молодых учёных РАН и студентов высших учебных заведений
- заместитель председателя Экспертного совета по биологическим наукам ВАК РФ
- член редколлегий научных журналов РАН «Цитология» и «Биохимия».

## Награды[1]
- Орден Дружбы (2004)[3]
- Орден Почёта (2010)[4]
- Премия Правительства Российской Федерации в области науки и техники (2004) за цикл экспериментальных и клинических исследований в области биотерапии и иммунодиагностики злокачественных новообразований
- лауреат Премий Международной академической издательской компании «Наука/Интерпериодика» (1996, 1999)
- Почётная грамота Русского Экологического общества (2004)